# Aleksandr Oparin
Aleksandr Ivanovici Oparin (în rusă Алекса́ндр Ива́нович Опа́рин) [ 2 martie (SV 18 februarie) 1894, Uglici, Rusia - 21 aprilie 1980, Moscova] a fost un biochimist sovietic cunoscut prin studiile sale privind originea vieții și teoria expusă în cartea sa Originea vieții. 
A studiat, de asemenea, biochimia metabolismului la plante și reacțiile enzimatice în celulele vegetale, fiind fondatorul biochimiei industriale în Uniunea Sovietică.
Aleksandr Oparin a fondat în 1935, împreună cu academicianul Aleksei Bach, Institutul de Biochimie al Academiei de Științe a URSS. A devenit membru corespondent al Academiei de Științe a URSS în 1939 și membru titular în 1946. 
În perioada 1940 - 1950 a fost unul din susținătorii teoriilor pseudo-științifice ale lui Trofim Lîsenko și ale Olgăi Lepeșinskaia.
În 1970 a fost ales președinte al „Societății Internaționale de Studiu a Originii Vieții”.
În cursul vieții Oparin a primit titlul de „Erou al Muncii Socialiste” (1969), Premiul Lenin (1974) și Medalia de aur „Lomonosov” (1979) pentru „realizări deosebite în biochimie”. A fost de cinci ori laureat al Ordinului Lenin.